# ملک‌غازی
ملک‌غازی (به ترکی استانبولی: Melikgazi) یک منطقهٔ مسکونی در ترکیه است که در استان قیصریه واقع شده‌است.